# Віднічук Роман Степанович
Рома́н Степа́нович Віднічу́к — старший лейтенант Збройних сил України.

## Короткий життєпис
Романа виховувала мати, яка померла, коли йому було 11 років. Закінчив Здолбунівську ЗОШ № 6, Національний технічний університет «Харківський політехнічний інститут», військовий факультет. Служив у Навчальному центрі «Десна», танковий батальйон, по тому — інженер бронетанкової служби озброєння Академії сухопутних військ у Львові. В квітні 2014 року тричі писав рапорти щодо направлення в зону бойових дій, з 12 серпня — заступник командира роти із озброєння, 42-й окремий мотопіхотний батальйон — 57-а окрема мотопіхотна бригада.
На час відсутності інженера саперної служби виконував його обов'язки. Зимою 2015 року був поранений, після уздоровлення та відпустки повернувся на передову.
Загинув у ніч на 31 серпня 2015-го під час виконання бойового завдання під Горлівкою. Тоді ж поліг старший сержант Юрій Печериця.
Похований в Богдашеві. Без онука лишилася бабця.

## Вшанування
19 травня 2016 року у Здолбунівській ЗОШ № 6 відкрили меморіальну дошку Роману Віднічуку.
- відкрито меморіальну дошку Роману Віднічуку
- в Богдашеві існує вулиця Романа Віднічука[1]